# Janis Heindel
Janis Heindel (* 22. Januar 1984 in Heidelberg) ist ein ehemaliger deutscher Basketballspieler.

## Werdegang
Heindel, dessen Vater Gerhard Basketballspieler und -trainer und dessen Onkel Volker mehrmals deutscher Basketballmeister war, spielte im Nachwuchs des USC Heidelberg, 2002 wurde der 1,98 Meter große Flügelspieler in das USC-Aufgebot für die 2. Basketball-Bundesliga aufgenommen. Er spielte bis 2006 in Heidelberg und schloss sich dann dem Regionalligisten SG Heidelberg/Kirchheim an, bei dem er in der Saison 2006/07 mit 16 Punkten je Begegnung Leistungsträger war. In der Saison 2006/07 stand er in Reihen des MTV Stuttgart, er gewann mit der Mannschaft den Meistertitel in der Regionalliga Südwest-Süd, Heindel erzielte in 14 Einsätzen auf dem Weg zum Titel 13,3 Punkte je Begegnung, zwischenzeitlich musste er verletzt aussetzen und kehrte Mitte März 2007 in die Mannschaft zurück. Im Juli 2007 gewann Heindel, der Englisch und Mathematik für das Lehramt studierte, mit einer Auswahl, der Studenten der Ruprecht-Karls-Universität Heidelberg und der SRH Hochschule Heidelberg angehörten, die deutsche Basketball-Hochschulmeisterschaft.
In der Saison 2007/08 bestritt er ein Regionalliga-Spiel für die SG Heidelberg/Kirchheim, 2008/09 trat er mit der BG Karlsruhe in der 2. Bundesliga ProA und 2009/10 in derselben Liga mit den Giants Nördlingen an. Heindel verstärkte im Spieljahr 2010/11 den USC Freiburg (ebenfalls in der 2. Bundesliga ProA) und kehrte 2011 zum USC Heidelberg zurück, bei dem er das Kapitänsamt übertragen bekam. 2014 zog sich der Flügelspieler, den Mannschaftsdienlichkeit und Kampfgeist auszeichneten, vom USC und aus dem Leistungssport zurück. Anlässlich seines Abschieds bezeichnete der USC Heindel in einer Pressemitteilung als „wesentliche Integrationsfigur des Heidelberger Basketballs“. Heindel wurde als Lehrer im Schuldienst tätig.